# Finnkullberget
Finnkullberget är ett kommunalt naturreservat i Ljusnarsbergs kommun i Örebro län.
Området är naturskyddat sedan 2007 och är 90 hektar stort. Reservatet består av äldre barrskog och används som friluftsområde.